# Kvarteret Spårvagnen

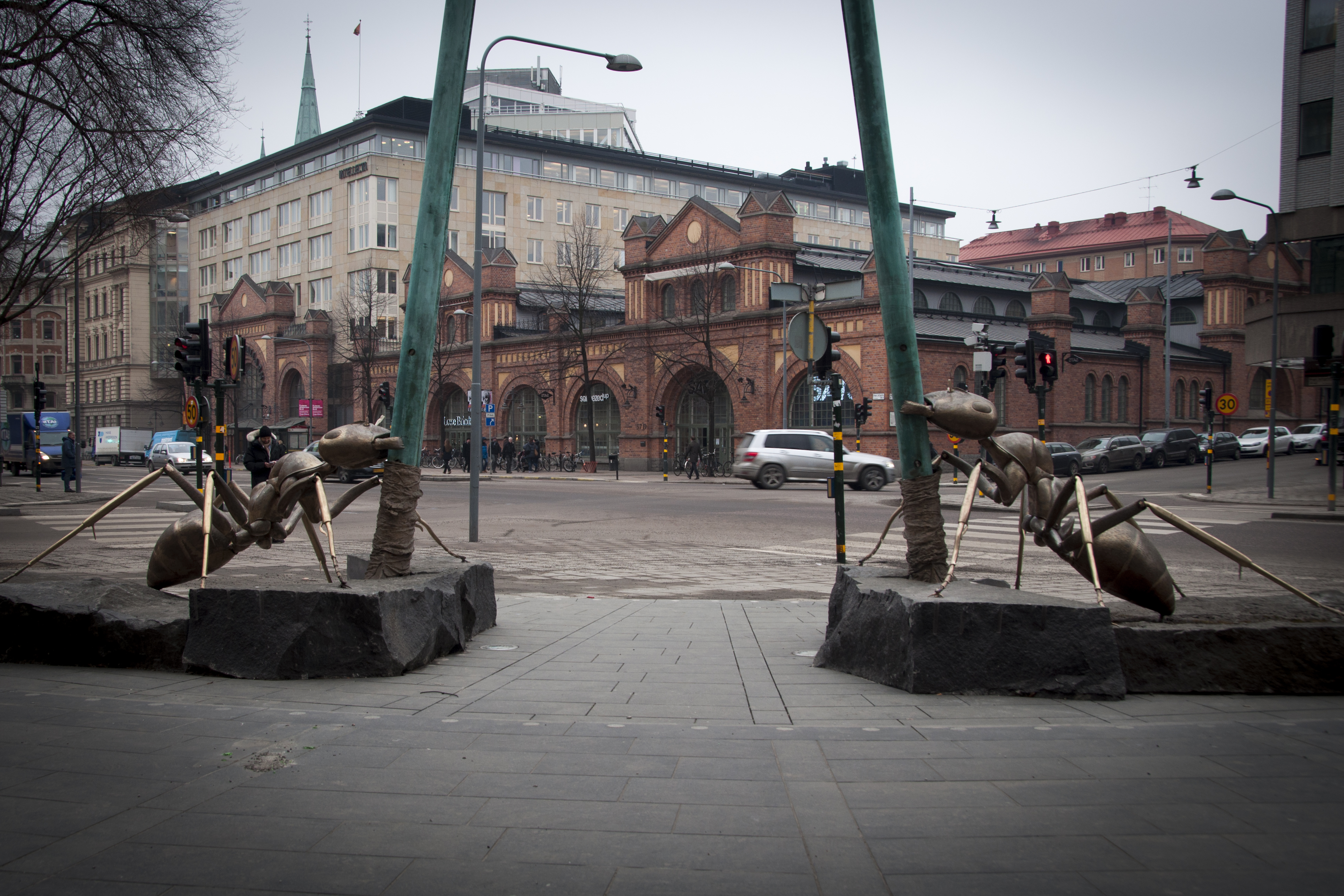
Kvarteret Spårvagnen

Kvarteret Spårvagnen är ett kvarter i sydöstra Vasastan i Stockholms innerstad som omges av Birger Jarlsgatan, Rådmansgatan, Tulegatan och Tegnérgatan. Kvarteret har fått sitt namn efter spårvagnshallarna som upptar större delen av kvarteret (med undantag för den södra delen mot Tegnérgatan). Mot Tegnérgatan finns spårvägsbolagets palats. Samtliga av spårvägsbolagets byggnader i kvarteret ritades av arkitekt Adolf Emil Melander. På 1990-talet uppfördes en ny kontorsbyggnad inne i kvarteret med en mindre fasad mot Tulegatan och Birger Jarlsgatan. I samband med nybyggnationen genomfördes en omfattande renovering av det slitna kvarteret och de nyrenoverade spårvagnshallar kom under perioden 1994–1997 att användas av Moderna Museet under tiden som nybyggnationen för det nya museet pågick på Skeppsholmen.

## Bakgrund
Stockholms Nya Spårvägsaktiebolag upprättades 1876 under en period när staden hade en stark befolkningstillväxt och behovet av hästspårvagnar ökade. Perioden 1856–1870 ökade befolkningen från 93 000 till 136 000 människor. De första spårvagnshallarna (numera rivna) uppfördes i nuvarande kvarteret Spårvagnen 1878 och då spårvägen elektrifierades uppfördes ytterligare en spårvagnshall i grannkvarteret Provisorn (numera rivet) och därefter den bevarade hallen i kvarteret Spårvagnen som uppfördes 1905.  Byggnaderna var ett av flera storstilade byggprojekt för spårvägen vid tiden, bolaget uppförde även vagnshallarna i Råsunda och Enskede villastad.
På tomten för de gamla vagnshallarna i kvarteret Provisorn finns numera Immanuelskyrkan som förvärvade hela kvarteret och rev bebyggelsen 1974 och uppförde sin egen kyrka samt de tillhörande kontorsbyggnaderna som tidigare inrymdes SIDA:s huvudkontor och fram till 2011 Kronofogdemyndigheten. Efter den senare myndighetens utflyttning genomgick byggnaden en renovering.

## Byggnader
Kvarteret kan delas in i tre byggnadskomplex; spårvagnshallarna, Spårvägspalatset och den nya kontorsbyggnaden inne i kvarteret.

### De äldre byggnaderna

#### Spårvägshallarna

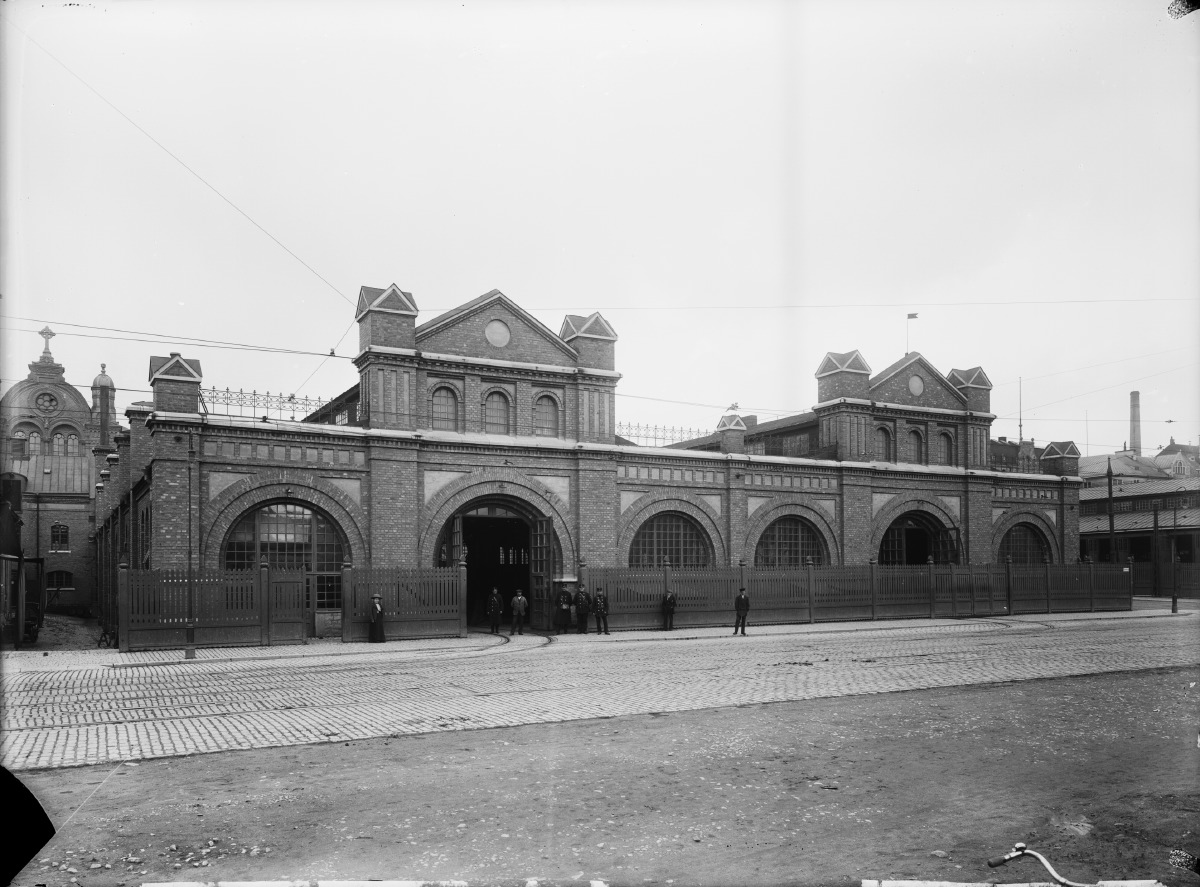
Spårvägshallarna 1913.

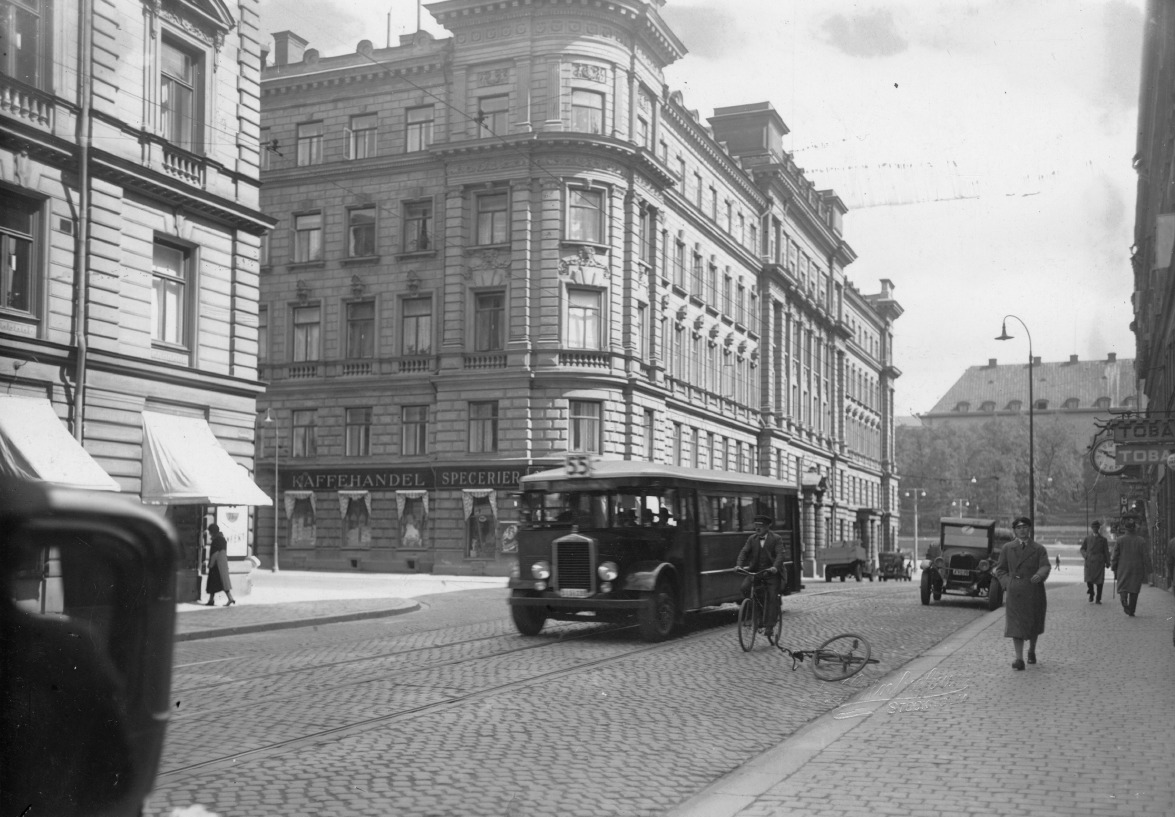
Spårvägspalatset 1930, sett från Tegnérgatan.

Spårvagnshallarna uppfördes 1905 i samband med att hästspårvagnarna avvecklades och spårvägstrafiken elektrifierades. Liksom de övriga äldre byggnaderna i kvarteret är de ritade av Melander. Arkitekten gav byggnaderna ett borgliknande utseende. Byggnaderna är uppförda i rött tegel och har murkrön med mellanrum mellan tinnarna och krenelering, något som förr användes i försvarssyfte men senare som dekoration.

#### Spårvägspalatset
Spårvägspalatset ritades av Melander och uppfördes 1885–87. Förutom kontor innehöll byggnaden även bostäder, ett sadelmakeri samt verkstad. Ursprungligen kröntes byggnaden av två fyrspannskulpturer, Qvadrigan, utförda av Carl Johan Dyfverman. Dessa monterades ned efter stormskador 1891. Vid den omfattande renoveringen i början av 1990-talet återställdes det slitna huset till sin forna prakt, bland annat återskapades den ursprungliga fasaden och därutöver uppfördes den nya byggnaden, delvis på gården innanför palatset.

### Nybyggnationen och renoveringen 1991–93
Samtliga byggnader i kvarteret renoverades i början av 1990-talet, de två nordligaste av tre hallarna renoverades med bibehållna tak och fasader och hyrdes ut till Moderna Museet. Den tredje spårvägshallen närmast spårvägspalatset monterades ned och en ny u-formad kontorsbyggnad uppfördes med fasader både mot Tulegatan och Birger Jarlsgatan, på det nybildade gårdsrummet mellan spårvägspalatset och det nya huset uppfördes ytterligare en byggnadskropp, med formen av en diamant. Tegelfasaden mot Birger Jarlsgatan återuppfördes dock framför det nya kontorshuset. Det diamantformade mitthuset har tio våningar, och de övriga nybyggda kontorsdelarna har sju våningar.
Från 1994 och fram till maj 1997 huserade Moderna museet i spårvagnshallarna under tiden som det nya museet byggdes. Bland konsten som visades i Spårvagnshallarna fanns 100 fotografier av fotografen Irving Penn som visades vintern 1995–96 i samband med att fotografen donerade samlingen till museet. Det var en av den dåvarande museichefen Björn Springfeldts sista insatser innan han lämnade över arbetet till David Elliott.

#### Byggnaderna idag
Efter att Moderna Museet hade flyttat ut ur lokalerna 1997 byggdes spårvägshallarna om igen för att inrymma kontor för två olika reklambyråer. Ansvarig arkitekt var Tomas Eriksson. Den norra delen inreddes åt reklambyrån Grey Momentum. Ombyggnaden syftade till att bevara den historiska lokalen samtidigt som det fanns behov av att utnyttja rymden i den höga enplanslokalen bättre. Lösningen var att placera en fristående kontorsdel inne i byggnaden och bevara det gamla taket svävande ovanför. Övriga delar av kvarteret innehåller ett konferenscentrum, Konferens Spårvagnshallarna, och kontor i Spårvägspalatset.

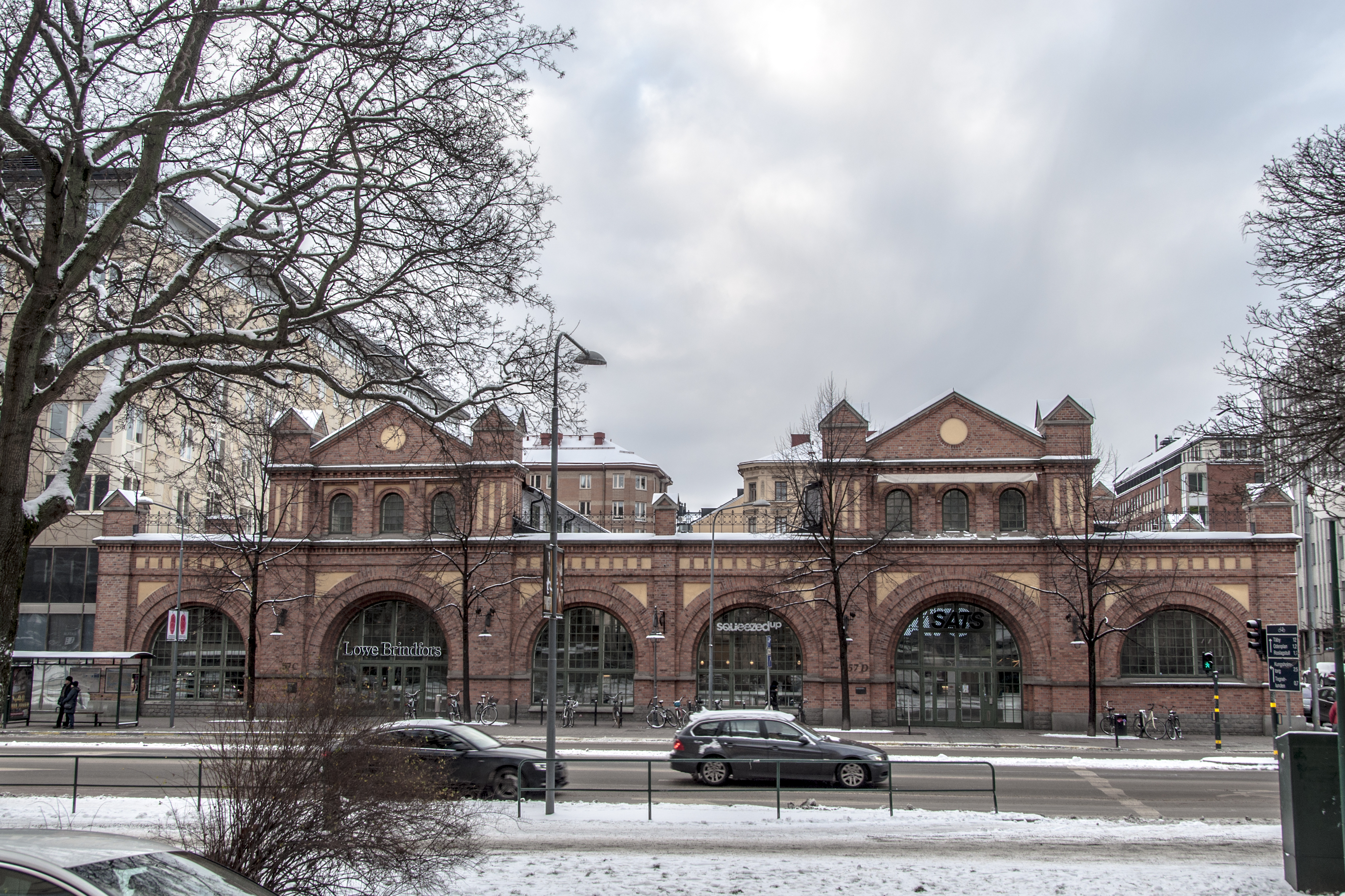
Spårvagnshallarna
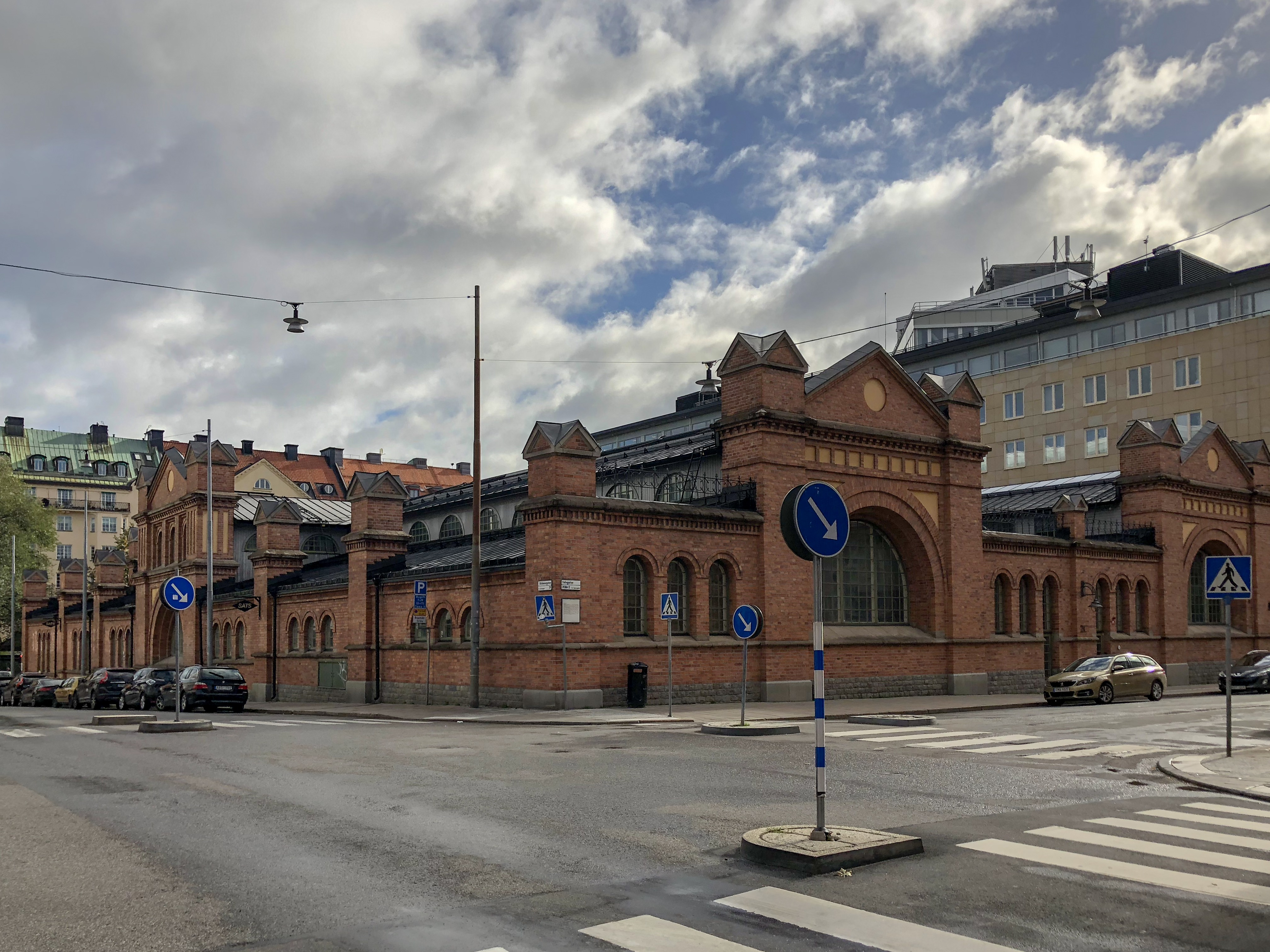
Fasaddetalj mot Tulegatan.
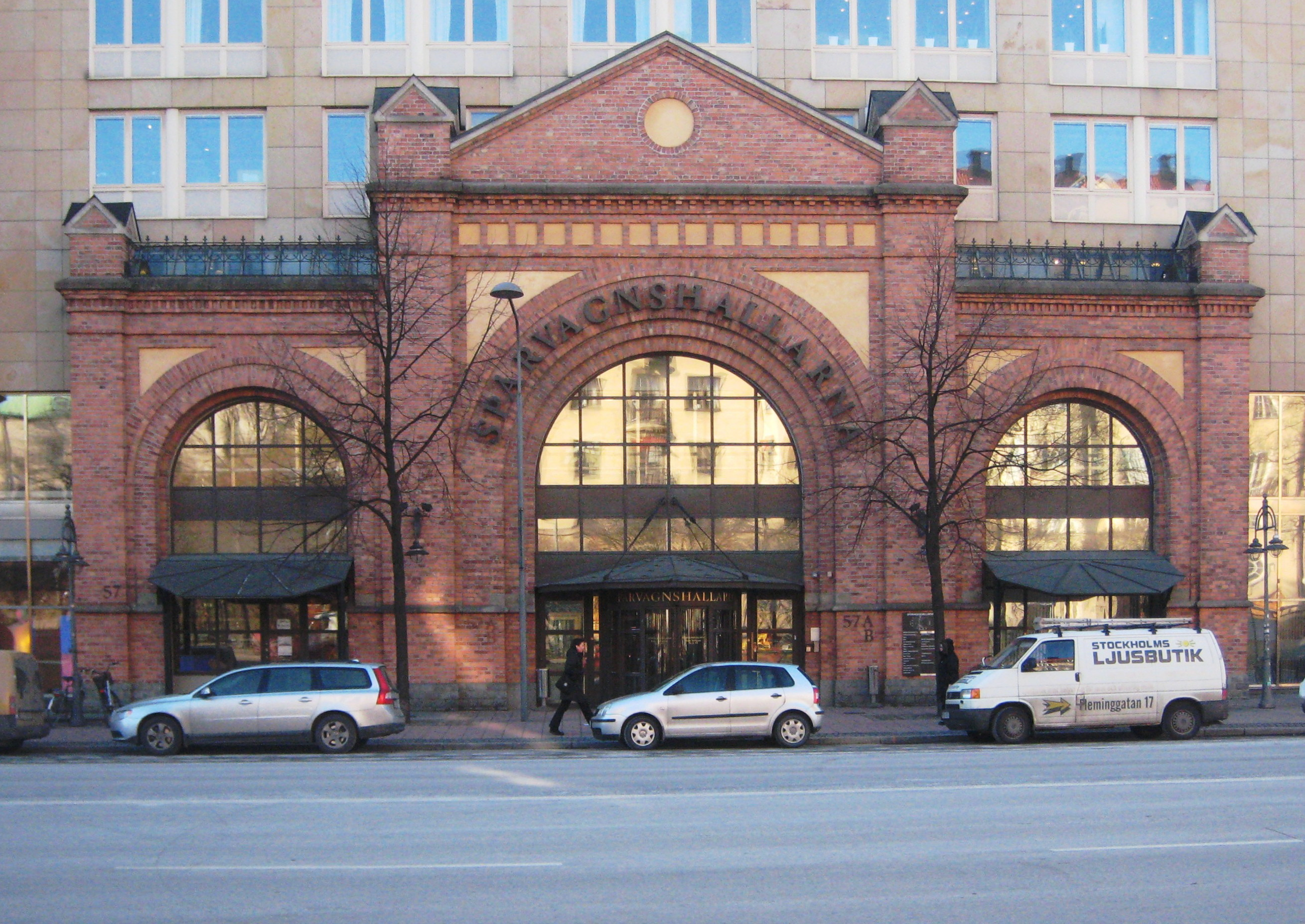
Ingång till den nya kontorsbyggnaden.
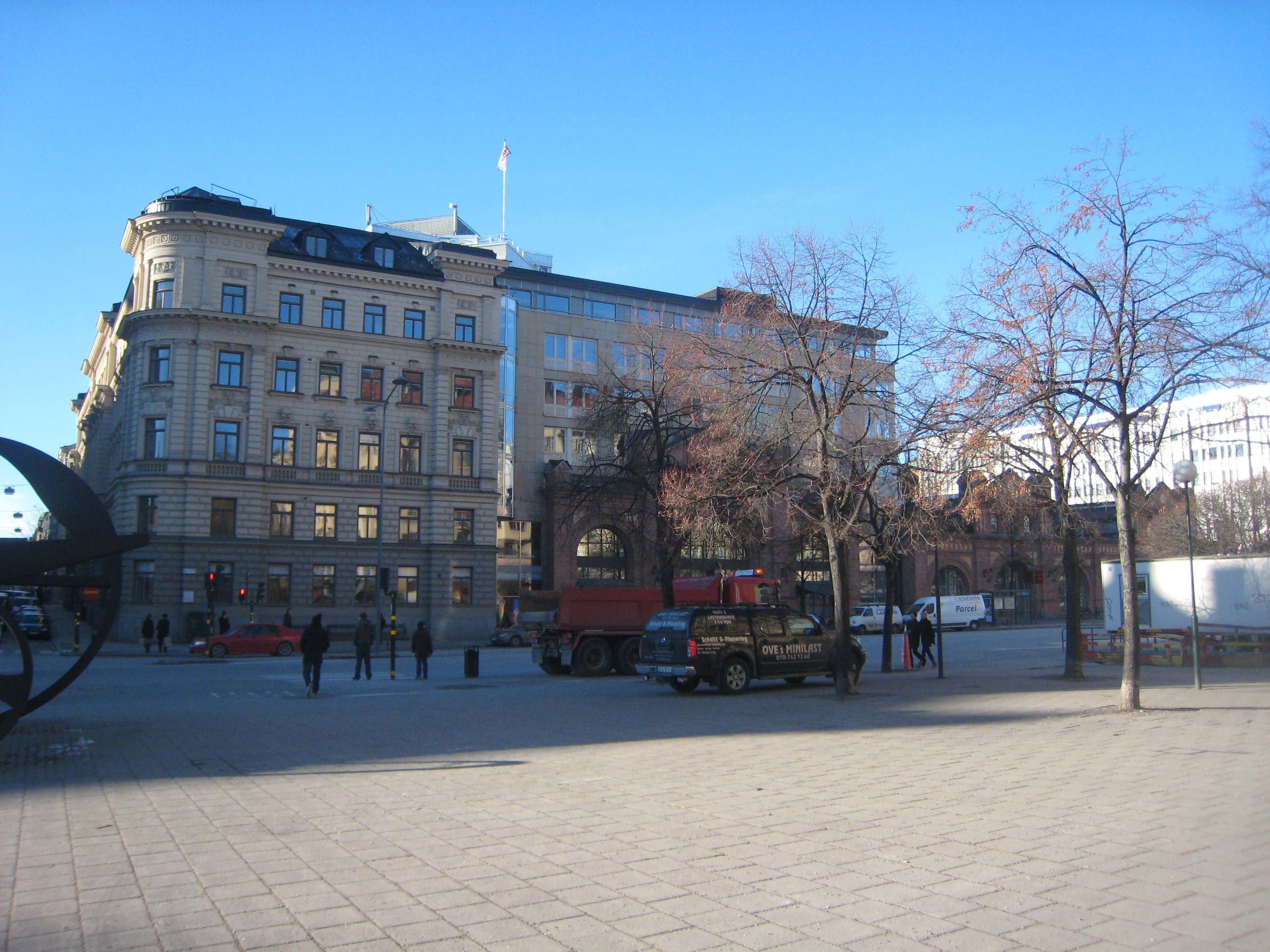
Fasad mot Birger Jarlsgatan.
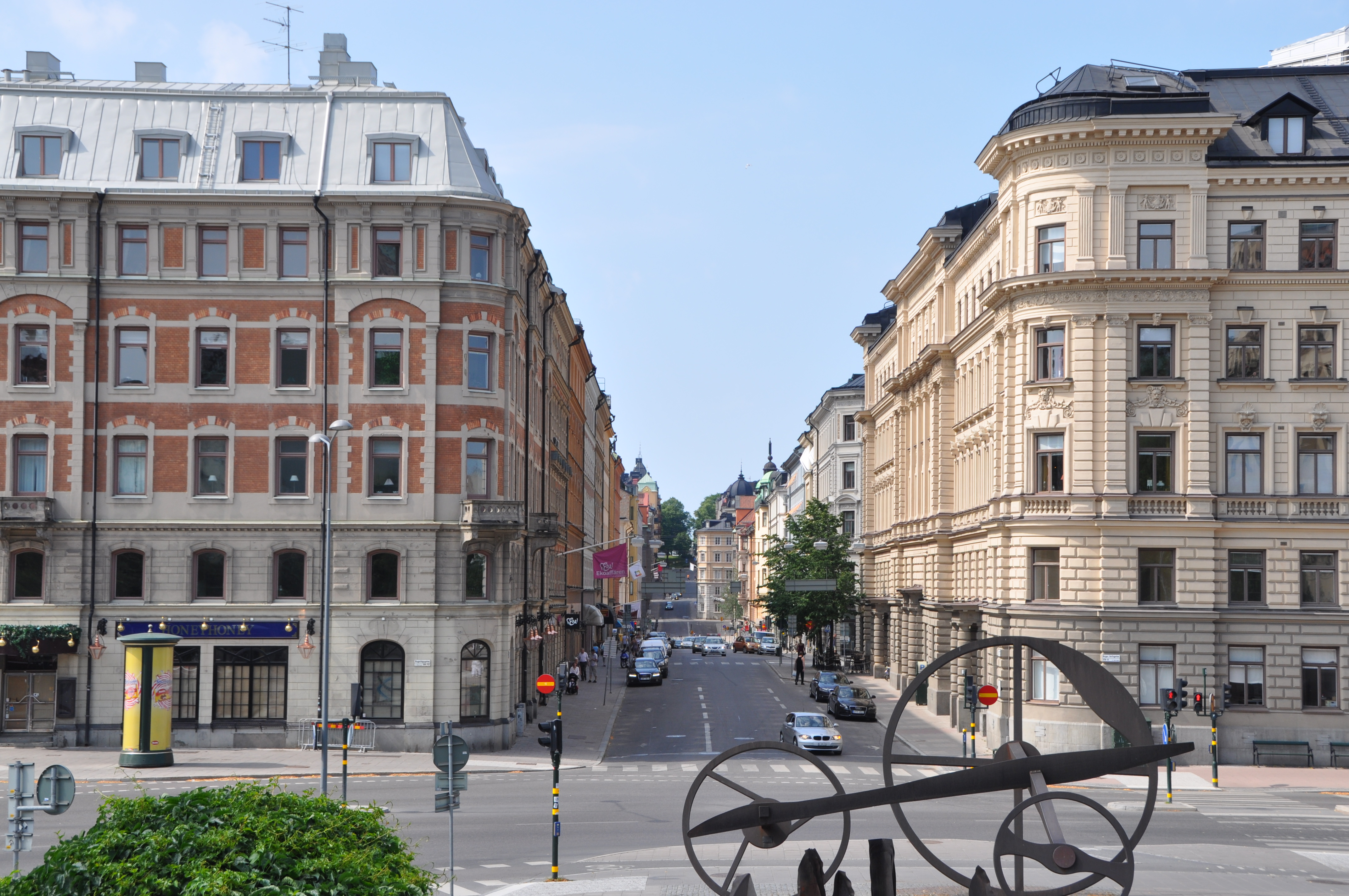
Tegnérgatan med Spårvägspalatset till höger.

## Arbetsliv i kvarteret
Under perioden fram till 1967 dominerande spårvagnar kvarteret, och en rad biverksamheter fanns där. Förutom verkstäder och sadelmakeri fanns det i början ett dieselkraftverk samt personalutrymmen och övriga serviceverksamheter. Spårvägsarbetarna stod i centrum för storstrejken 1909 vilket bland annat har skildrats av Per Anders Fogelström i den tredje del av hans Stockholmssvit Minns du den stad. Boken som handlar om Stockholm 1900–1925 skildrar det hårda pris som spårvägsarbetarna fick betala för strejken. Det bedrevs även idrottsverksamhet i kvarteret av de anställdas förening Stockholms Spårvägars Gymnastik- och idrottsförening, en förening som finns kvar under namnet Spårvägens Idrottsförening.
Bland dagens verksamheter i kvarteret finns bland annat ett flertal reklam- och kommunikationsbyråer (bland annat Lowe Brindfors) och ett konferenscentrum.

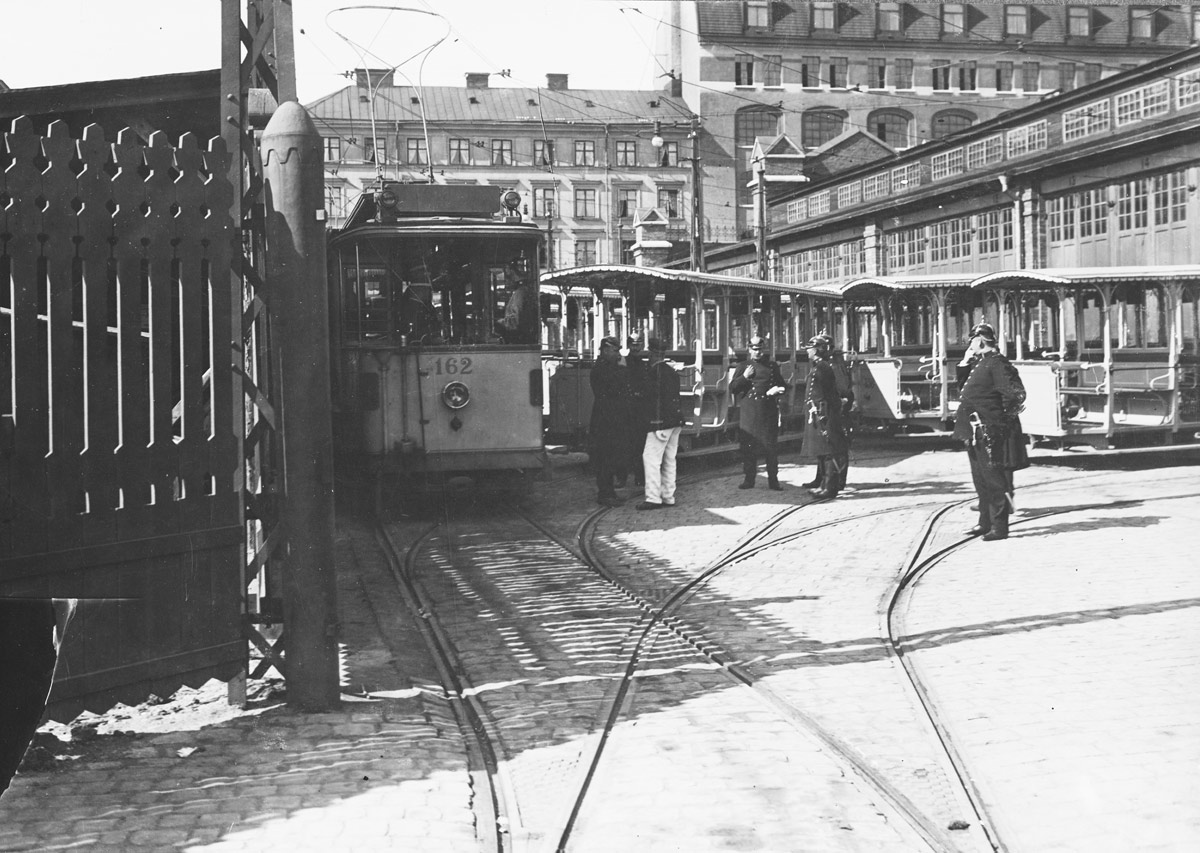
Polisen vaktar tomma spårvagnar vid storstrejken 1909.
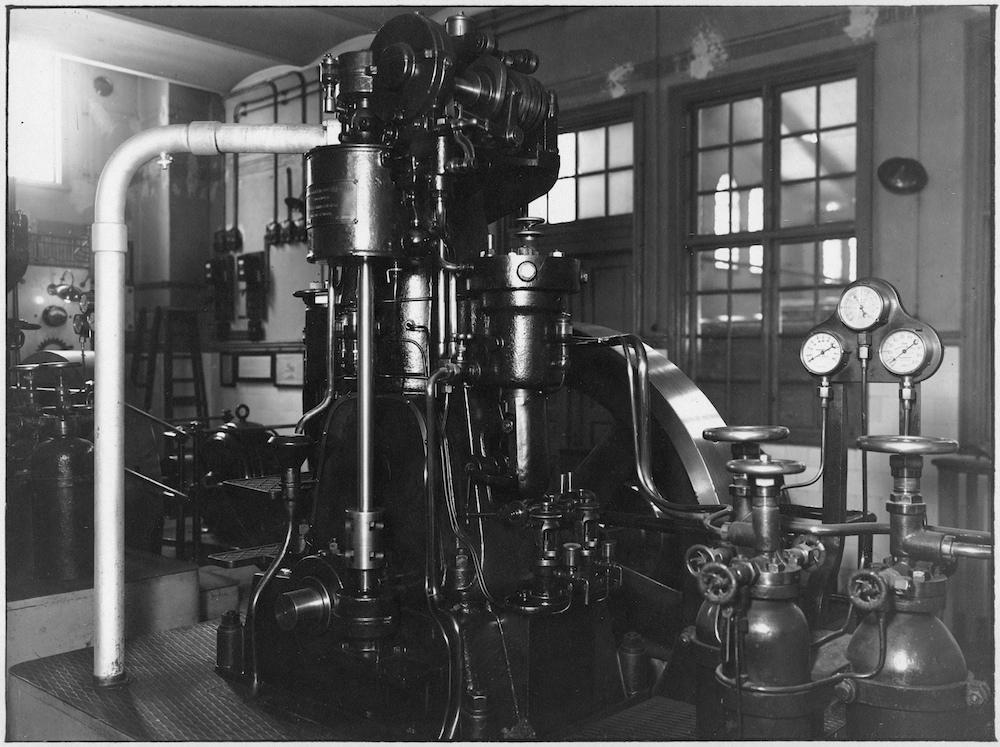
Dieselmotorerna i kraftstationen 1922.
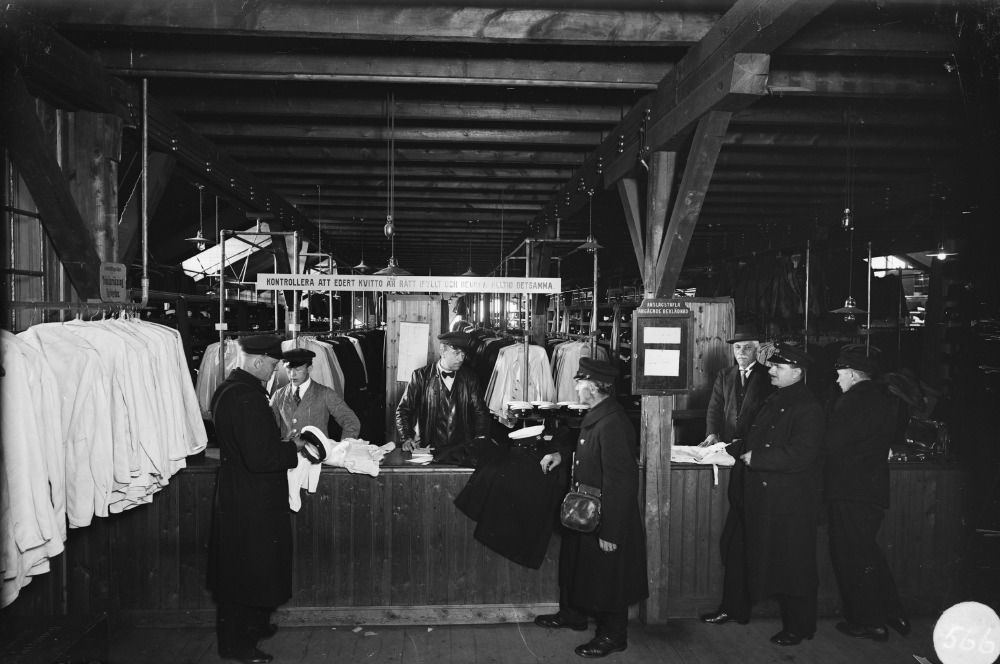
Beklädnadsförrådet 1927.
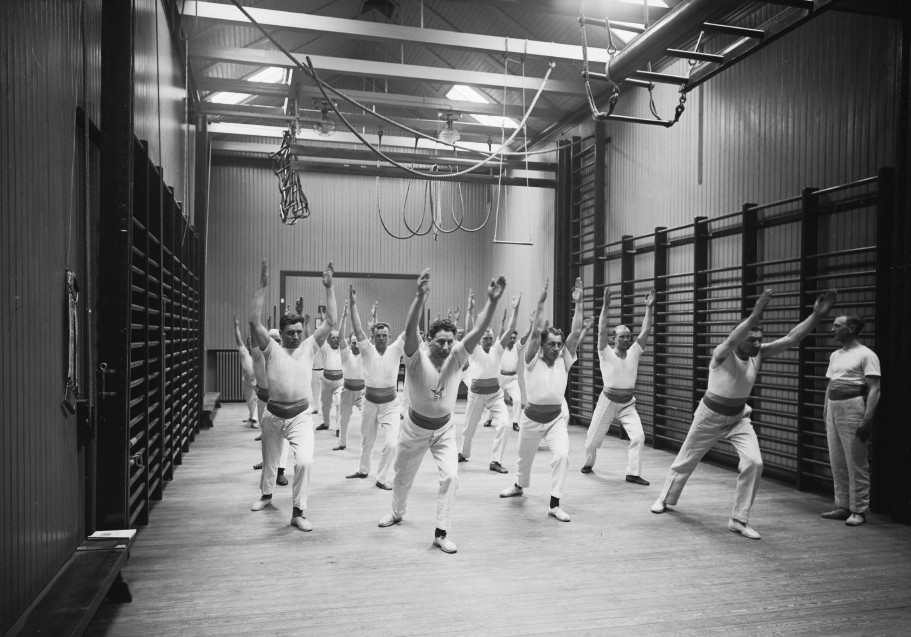
Gymnastik 1927.